# Четиридесет и втори механизиран батальон
Четиридесет и втори механизиран батальон е българско военно формирование от състава на 2-ра механизирана бригада.

## История
Историята на батальона започва към средата на 1949 г., когато към всяка стрелкова дивизия се развръща по една отделна танкова рота. Така към 3-та стрелкова дивизия, която е с гарнизон в Ямбол се създава една напълно комплектована танкова рота от учебната рота в Сливен. За командир на ротата, която се състои от 10 танка Т-34 и дислоцирана в пионерските казарми до р. Тунджа в Ямбол е назначен капитан Васил Нешев. Към дивизията през лятото на 1951 г. е развърнат отделен танков батальон – Седми отделен танков батальон (под. 65810) и за негов командир е назначен вече повишения в звание майор Васил Нешев.
В организационно отношение батальонът се състои от:
- Щаб;
- Две танкови роти с общо 20 танка Т-34;
- Батарея от самоходни артилерийски установки (САУ) с 6 броя СУ-76М;
- Автотранспортен взвод;
- Ремонтно-техническо отделение.

През 1953 г. майор Нешев е изпратен на обучение във Военна академия, а за командир на батальона е назначен майор Александър Петрунов. На 19 април 1955 г. на основната на 7-и отделен батальон се създава Четиридесет и втори танкосамоходен полк (заповед на Генералния щаб № 0075 от същата дата). За първи командир на полка е назначен майор Александър Петрунов.
В организационно отношение полкът се състои от:
1. Командване
2. Щаб
3. Служби
4. Бойни подразделения:
  - четири танкови роти (от 1-ва до 4-та);
  - САУ рота;
  - зенитна батарея.
5. Подразделения за бойно осигуряване:
  - разузнавателен взвод;
  - свързочен взвод;
  - сапьорен взвод.
6. Подразделения за обслужване и снабдяване:
  - полкова техническа работилница;
  - автотранспортен взвод;
7. Складове:
  - продоволствен;
  - вещеви;
  - склад гориво-смазочни материали (ГСМ);
  - склад АВ.

Двете танкови роти от 7-и отделен танков батальон влизат в състава на полка под същата номерация, 3-та танкова рота е предислоцирана от 9-а танкова бригада от София, на 4-та танкова рота се формира на място и е окомплектована с нови чешки танкове Т-34. САУ ротата от танковия батальон също влиза в състава на полка, ное превъоръжена с 10 нови установки САУ-100. Четирите танкови роти са с по 3 взвода, всеки с по 10 танка. Зенитната батарея е окомплектована с 6 броя 37-мм зенитни оръдия.
Численият и бойният състав е следният:
- Офицери – 62;
- Сержанти – 113;
- Войници – 266;
- Танкове Т-34 – 41 броя;
- СУ-100 – 10 броя;
- 37-мм зенитни оръдия – 6 броя.

През есента на 1957 г. към полкът е развърната 5-а танкова рота с 10 танка Т-34, но без личен състав, едва през 1959 г. е окомплектована напълно, а две годни по-късно е снета от щата на полка. През есента на 1962 г. към полка са развърнати отделна мотострелкова рота и взвод за химическа защита с 4 броя УАЗ-Х3. Мотострелквата рота е окомплектована първоначално с автомобили ЗИЛ-151, а през с бронетранспортьори БТР-60 П, които са на въоръжение до 1972 г., когато ротата е снета от щата на полка. През 1964 г. полкът е преименуван на Четиридесет и втори танков полк (под. 60910), а още същата година от полка са снети зенитната батарея и САУ ротата. През есента на 1969 г. към полка е развърната нова 5-а танкова рота. В периода април – октомври 1970 г. полкът е извършена организационно-щатна промяна, като той преминава на батальонна организация и е в следния състав:
1. Командване и щаб;
2. Бойни подразделения:
  1. Три танкови батальона с по три танкови роти (от 1-ва до 9-а), всеки батальон с по 31 танка Т-34 – общо 94 танка;
  2. Зенитна батарея с 6 броя зенитни установки ЗУ-23.
3. Подразделения и бойно осигуряване
  - разузнавателен взвод с 4 броя БРДМ-1;
  - свързочен взвод с 3 броя КЩМ „Чайка“;
  - инженерно-сапьорен взвод;
  - взвод за химическа защита.
4. Подразделения за обслужване
  - ремонтна рота;
  - автотранспортен взвод;
  - полкови медицински пункт.
5. Складове

Численият състав на полка е следният:
- Офицери – 95;
- Старшина школници – 20;
- Старшини – 180;
- Войници – 621.

Командирите на третите взводове в танковите роти се заемат от старшини-школници. При реорганизацията на щатовете 1-ва, 2-ра, 4-та и 5-а са със запазена номерация, като влизат в състава съответно на 1-ва и 2-ра танкова бригада. Трета танкова рота става 7-а, като влиза в състава на 3-та танкова бригада. Новосформирани са 3-та, 6-а, 8-а и 9-а танкови роти. Цялостната реорганизация и превъоръжение приключва на 10 октомври 1972 година.
В периода април – май 1977 г. 1-ва и 2-ра танкови бригади са превъоръжени с нови бойни танкове Т-55-АМ със 100-мм оръдие, а в периода от 1978 до 1983 всички танкове Т-55 биват модернизирани в Търговище до Т-55 АМ-2. Монтирана им е чешка система за управления на огъня „Кладиво“, нова противоатомна защита и подобрена бронезащита. През есента на 1981 г. в състава на полка влиза самоходен артилерийски дивизион с 12 бр. самоходни гаубици СГ-2С1 „Гвоздика“. През лятото и есента на 1982 г. получава нови бойни танкове Т-55 АМ-К, снабдени с лазерни далекомери и система за управления на огъня „Бастион“. В боекомплекта на танковете вместо 6 бр. бронебойни подкалибрени снаряда са включени снаряди ПТУРС „Бастион“, поразяващи всички видове брониране цели на Балканския театър на военни действия на разстояние до 3 км с вероятност за попадение 98%.
Щатната структура и въоръжението се запазват до 1 януари 1990 г., когато полкът е преструктуриран на 42-ри мотострелкови полк (под. 36900). В мирновременния си състав (15%) полкът се състои от:
- Офицери – 78;
- Старшини – 90;
- Войници – 67.

Бойните подразделения в полка са:
- Три мотострелкови бригади (90 бр. МТ-ЛБ, всяка с минометна батарея въоръжена със самоходна минохвъргачка Б1-10 „Тунджа“);
- Танков батальон (31 бр. Т-55 АМ2);
- Самоходен артилерийски дивизион (18 бр. самоходни гаубици);

През 1995 г. със заповед № ОХ-00251 от 27 юли 1995 към полка се създава 17-и учебен център за подготовка на новобранци с командване и 6 учебни роти, като до закриването му през 2002 г. в него се обучени над 12000 войника. Четиридесет и втори мотострелкови полк е разформиран считано от 19 юни 2002 година със заповед № ОХ-00183 от 7 април 2002 г. със заповед на Министъра на отбраната, която е издадена съгласно плана за реформа БА-2004.
На базата на полка е формиран 42-ри отделен механизиран батальон, като приема за свой празник 19 април, датата на създаването на 42-ри танко-самоходен полк през 1955 г. Задачата на батальона е защита на териториалната цялост на България съгласно оперативния план и защита на населението на Ямболска, Бургаска област и община Тополовград при стихийни бедствия, аварии и катастрофи. На 1 юни 2005 г. батальона влиза в състава на 2-ра лекопехотна бригада – Стара Загора, без да сменя гарнизона си.

## Наименования
През годините полкът носи различни имена според претърпените реорганизации:
- Седми отделен танков батальон (1951 – 19 април 1955)
- Четиридесет и втори танкосамоходен полк (19 април 1955 – 1964)
- Четиридесет и втори танков полк (1964 – 1 януари 1990)
- Четиридесет и втори мотострелкови полк (1 януари 1990 – 19 юни 2002)
- Четиридесет и втори отделен механизиран батальон (до 1 юни 2005)
- Четиридесет и втори механизиран батальон (от 1 юни 2005)

## Командири
- Майор Васил Нешев (1951 – 1953)
- Майор Александър Стоянов Петрунов (1953 – 1 септември 1956)
- Майор Кольо Николов Станчев (12 октомври 1957 – 5 ноември 1960)
- Подполковник Марин Маринов (4 ноември 1960 – 23 февруари 1961)
- Подполковник Генко Лалев Данков (23 февруари 1961 – 16 октомври 1965)
- Подполковник Станчо Янчев Станчев (16 октомври 1965 – 3 май 1970)
- Подполковник Петър Вълчев Бечев (3 май 1970 – 17 октомври 1972)
- Полковник Данчо Радиев Камбуров (17 октомври 1972 – 18 октомври 1973)
- Подполковник Динко Минков Грънчаров (18 октомври 1973 – 14 септември 1975)
- Майор Димитър Радославов Одрински (14 септември 1975 – 16 октомври 1979)
- Майор Васил Желязков Вълков (16 октомври 1979 – 28 септември 1980)
- Майор Георги Петров Харалампиев (28 септември 1980 – 2 септември 1985)
- Майор Петър Димитров Петров (2 септември 1985 – 26 септември 1989)
- Майор Христо Кирилов Чапрашъков (26 септември 1989 – 31 август 1995)
- Подполковник Стефан Георгиев Стоянов (1 септември 1995 – 14 юли 2002)
- Подполковник Иван Калев Стоянов (15 юни 2002 – 2002)
- Подполковник Атанас Спасов Георгиев (от 2002)
- Майор Иван Иванов (до 16 октомври 2017)
- Подполковник Ивайло Иванов (от 16 октомври 2017)
- Подполковник Велин Кехайов (2021-2023г)